# Trigonidium basilewskyi
Trigonidium basilewskyi är en insektsart som först beskrevs av Lucien Chopard 1955.  Trigonidium basilewskyi ingår i släktet Trigonidium och familjen syrsor. Inga underarter finns listade i Catalogue of Life.